# Anotea
- Commons
- Wikispecies

Anotea (DC.) Kunth é um género botânico pertencente à família Malvaceae.

## Espécies
Apresenta três espécies:
- Anotea chlorantha
- Anotea chloranthus
- Anotea flavida